# 翘光眶灯鱼
翘光眶灯鱼（学名：Diaphus regani）为輻鰭魚綱燈籠魚目灯笼鱼科眶灯鱼属的鱼类。分布于太平洋、印度洋以及南海等海域，多见于热带和亚热带海域，為深海魚類，棲息深度可達750公尺，體長可達1.4公分。

## 扩展阅读
維基物種上的相關：翘光眶灯鱼